# Phare de Tangier Sound
Le phare de Tangier Sound (en anglais : Tangier Sound Light),  était un phare offshore situé au sud de Tangier Island dans la baie de Chesapeake du comté d'Accomack en Virginie.

## Historique
Ce phare d'origine a été construit en 1890 pour marquer un haut-fond s'étendant au sud de Tangier Island, délimitant la limite ouest du bras de mer. Son emplacement exposé le rendait vulnérable à la glace. Le 15 février 1905, le Mary L. Colburn, un schooner de la baie, a été soulevé par la glace et projeté contre le phare. Le phare a survécu lorsque le vent a changé et a balayé l'épave. Plus tard , la plateforme a été entourée d'enrochement pour la protéger de la glace.
Comme pour les autres phares de type screw-pile lighthouse de la baie, la maison a été enlevée en 1961 et un éclairage automatisé a été installé sur les fondations, sur une tourelle de 13,5 m. Celui-ci reste toujours en fonctionnement.

## Description
Le phare actuel  est une tourelle en acier à claire-voie sur une plateforme carrée de 13,5 m de haut. Il émet, à une hauteur focale de 13,5 m, un éclat blanc  toutes les 6 secondes. Sa portée n'est pas connue. Il possède aussi un feu à secteurs rouge.
Identifiant : ARLHS : USA-834 ; USCG : 2-7435 ; Admiralty : J1726 . 

### Lien connexe
- Liste des phares en Virginie